# Colibrí ermità verd
El colibrí ermità verd (Phaethornis guy) és una espècie d'ocell de la família dels troquílids (Trochilidae) que habita la selva humida i altres zones forestals a Costa Rica, Panamà, Colòmbia, oest i nord-est de Veneçuela, Trinitat, est de l'Equador i sud-est del Perú.

## Hàbitat
Viu al bosc humit de muntanya i les plantacions de cacau, entre els 900 i 2.000 m d'altitud, encara que després de l'època reproductiva els individus joves descendeixen fins a 500 m. Acostuma a romandre en el dosser del bosc a ims 25 m de terra entre arbres com Elaeagia (Rubiaceae) o palmes amb abundant mala herba i epífits i hemiepífitas (per exemple, Clusiàcies).

## Descripció
Mesura de 13 a 15 cm de longitud i pesa 6 g. El bec mesura 43 mm de llarg; la maxila és negra, la mandíbula és vermella amb la punta fusca, el folre de la boca és vermella. Les potes són de color carn fosc. El plomatge del mascle és de color verd fosc iridescent en gairebé tot el cos; que en algunes parts es torna blau. Les timoneres laterals són negroses amb la punta blanquinosa; les llistes facials són ocràcies, curtes i primes; la part baixa del ventre és grisa verd-grisenca; la cua és negra amb puntes blanques. La femella té el cap de color verd fosc amb barres facials amples i de color ocraci, la regió inferior gris i les plomes centrals de la cua més llargues.

## Alimentació
S'alimenta principalment de nèctar, pres d'una gran varietat de flors, per exemple de justícia aurea, razisea (Acantàcies), Pitcairnia (Bromeliàcies), Costus (canya agra), Costàcies), Drymonia (Gesneriaceae), Heliconiàcia i malvaviscus palmanus (Malvàcies) o gesneriàcies.

## Reproducció
Entre 4 i 20 mascles formen un lek territorial, i canten persistentment, fent un repetitiu swark, dia rere dia; a una alçada de terra d'entre 0,6 i 3 m. Cada mascle posseeix dos o tres indrets de cant al seu territori, cap de les quals es troba a menys de 17 metres de distància de la del seu veí, de manera que els mascles no es veuen entre si. Els indrets des d'on canten se situen entre 0,6 i 3 m d'alçada. Construeix un niu amb forma de tassa compacta, amb borrissol vegetal, escates de falguera arbori, teranyines i deixalles. Els adhereix a la part inferior de la punta d'un full de palma del sotabosc o d'una tira del costat inferior d'una fulla d'heliconia. La femella pon un ou; la incubació dura 17 a 18 dies i els colomins abandonen el niu entre 21 i 23 dies després.